# Witterveld
Het Witterveld is een deels nog actief, deels herstellend hoogveengebied ten zuidwesten van Assen in de Nederlandse provincie Drenthe. Het 482 ha grote Natura 2000-gebied in het Witterveld is begroeid met vochtige heide, droge heide, berkenbroek, verdroogde en nog min of meer actieve veenresten en twee zeldzame hoogveenmeertjes (meerstallen).
Het Witterveld is van groot belang vanwege haar natte heiden, maar vooral vanwege een naar verhouding grote oppervlakte aan actief hoogveen en goede mogelijkheden voor kwaliteitsverbetering uitbreiding van de oppervlakte aan actief hoogveen.

## Ligging
Het Witterveld ligt direct ten zuidoosten van Assen, aan de overzijde van de N33.
Naar het oosten toe sluit het direct aan bij het TT-Circuit Assen. De ontwatering van het circuit en omgeving veroorzaakte tot voor kort veel verdroging, maar na een recente, grondige herinrichting van dat terrein en zijn omgeving is daaraan veel verbeterd.

## Geologie en waterhuishouding
Het Witterveld is, met het 5 km naar het westen gelegen Fochteloërveen, een van de laatste resten van de ooit zeer uitgestrekte Smildigervenen. Het betreft de uiterste oostrand van dit voormalige vlakke hoogveen, waar de venen van nature overgingen in natte en droge heiden. Dergelijke overgangen zijn heel zeldzaam geworden. Aan de oostzijde ligt het gebied op de overgang naar het beekdal van het Witterdiep, een zijbeekje van de Drentsche Aa. Het Natura 2000-gebied heeft een dunne dekzandbodem op een keileemondergrond. Het keileem heeft een gunstige, isolerende werking op de waterhuishouding. Doordat het gebied boven op die keileemlaag bovendien uit twee nabije zandruggen toestromend grondwater ontvangt, beschikt de hoogveenkern over een ongewoon stabiele grondwatersituatie. Daardoor heeft het gebied zware ingrepen kunnen weerstaan, zoals ontginningen in de omgeving en het graven een tankgracht en een loopgravenstelsel in de Tweede Wereldoorlog. De waterhuishouding is verbeterd doordat onlangs rond het TT-circuit veel sloten zijn dichtgemaakt.
In het gebied liggen twee meerstallen, waaronder het "Meeuwenmeer". Meerstallen zijn een bijzonder zeldzaam geworden soort natuurlijke veenplassen, typisch voor ongerepte veengebieden.

## Flora en fauna
Bijzondere plantensoorten in het Witterveld zijn met name soorten van natte heide zoals klokjesgentiaan, ronde zonnedauw, witte snavelbies en moeraswolfsklauw, naast hoogveensoorten als lavendelheide en kleine veenbes. Het is ook een goed gebied voor reptielen en amfibieën zoals adders, heikikkers en alpenwatersalamanders.

## Eigendom en beheer
Het Ministerie van Defensie heeft het gebied in bruikleen als een veiligheidszone voor een schietbaan, maar het terrein is in beheer bij de gemeente Assen, die er koeien en schapen laat grazen. Slechts een deel van het gebied is open voor bezoekers, maar vanaf enkele openbare wegen en fietspaden kan met een goede indruk krijgen van het gebied. Ook op het terrein van deze schietbaan komen waardevolle habitats voor (schrale graslanden met bijzondere begroeiingen) maar het is niet in de Natura 2000-begrenzing opgenomen.
Binnen enkele kilometers afstand liggen twee industriële grondwaterwinningen en een groot drinkwaterleidingbedrijf. De gevolgen van die winningen zijn op de waterhuishouding zijn niet geheel duidelijk.

## Tweede Wereldoorlog
Op 20 september 1943 werden tien verzetsstrijders van knokploeg De Hondsrug in het Polizeistandgericht in Assen ter dood veroordeeld voor hun betrokkenheid bij verschillende verzetsacties. Twee uur nadat het vonnis was uitgesproken, werden zij geëxecuteerd op het Witterveld.

## Externe bron
- Knelpunten- en kansenanalyse. Natura 2000-gebied Witterveld Augustus 2007

Aamsveen (gebiedsnummer 55)
· Abdij Lilbosch & voormalig Klooster Mariahoop (151)
· Abtskolk & De Putten (162)
· Achter de Voort, Agelerbroek & Voltherbroek (47)
· Arkemheen (56) 
· Bakkeveense Duinen (17)
· Bargerveen (33)
· Bekendelle (63)
· Bemelerberg & Schiepersberg (156)
· Bergvennen & Brecklenkampse Veld (46)
· Biesbosch (112)
· Binnenveld (voorheen Bennekomse Meent) (65)
· Boddenbroek (52)
· Het Bossche Broek (132)
· Boetelerveld (41)
· Boezems Kinderdijk (106)
· Borkeld (44)
· Boschhuizerbergen (144)
· Botshol (83)
· Brabantse Wal (128)
· Broekvelden, Vettenbroek & Polder Stein (104)
· Bruine Bank (168)
· Brunssummerheide (155)
· Bunder- en Elslooërbos (153)
· Buurserzand & Haaksbergerveen (53)
· Canisvlietse Kreek (125)
· Coepelduynen (96)
· De Bruuk (69)
· Deelen (14)
· De Alde Feanen (13)
· De Wilck (102)
· Deurnsche Peel & Mariapeel (139) 
· Dinkelland (49)
· Doggersbank (164)
· Donkse Laagten (107)
· Drents-Friese Wold & Leggelderveld (27)
· Drentsche Aa-gebied (25)
· Drouwenerzand (26)
· Duinen Ameland (5) 
· Duinen Den Helder-Callantsoog (84)
· Duinen en Lage Land Texel (2) 
· Duinen Goeree & Kwade Hoek (101) 
· Duinen Schiermonnikoog (6) 
· Duinen Terschelling (4) 
· Duinen Vlieland (3) 
· Dwingelderveld (30)
· Eemmeer & Gooimeer Zuidoever (77)
· Eilandspolder (89)
· Elperstroomgebied (28)
· Engbertsdijksvenen (40) 
· Fochteloërveen (23)
· Friese Front (166)
· Gelderse Poort (67)
· Geleenbeekdal (154)
· Geuldal (157)
· Grensmaas (152)
· Grevelingen (115)
· Groot Zandbrink (80)
· Groote Gat (124)
· Groote Peel (140) 
· Groote Wielen (9)
· Haringvliet (109)
· Holtingerveld (29)
· Hollands Diep (111)
· IJsselmeer (72)
· Ilperveld, Varkensland, Oostzanerveld & Twiske (92)
· Kampina & Oisterwijkse Vennen (133)
· Kempenland-West (135)
· Kennemerland-Zuid (88)
· Ketelmeer & Vossemeer (75)
· Klaverbank (165)
· Kolland en Overlangbroek (81)
· Kop van Schouwen (116)
· Korenburgerveen (61)
· Krammer-Volkerak (114)
· Kunderberg (158)
· Landgoederen Brummen (58)
· Landgoederen Oldenzaal (50)
· Langstraat (130)
· Lauwersmeer (8)
· Leekstermeergebied (19)
· Leenderbos, Groote Heide & De Plateaux (136)
· Lemselermaten (48)
· Lepelaarplassen (79)
· Leudal (147)
· Liefstinghsbroek (21)
· Lingegebied en Diefdijk Zuid (70)
· Loevestein, Pompveld & Kornsche Boezem (71)
· Lonnekermeer (51)
· Leemkuilen (131)
· Loonse en Drunense Duinen (131)
· Maasduinen (145)
· Maas bij Eijsden (167)
· Manteling van Walcheren (117)
· Mantingerbos (31)
· Mantingerzand (32)
· Markermeer & IJmeer (73)
· Markiezaat (127)
· Meijendel & Berkheide (97)
· Moerputten (132)
· Meinweg (149)
· Naardermeer (94)
· Nieuwkoopse Plassen & De Haeck (103)
· Noorbeemden & Hoogbos (161)
· Noordhollands Duinreservaat (87)
· Noordzeekustzone (7) 
· Norgerholt (22)
· Oeffelter Meent (141)
· Olde Maten & Veerslootslanden (37)
· Oostelijke Vechtplassen (95)
· Oosterschelde (118)
· Oostvaardersplassen (78)
· Oude Maas (108)
· Oudegaasterbrekken, Fluessen en omgeving (10)
· Oudeland van Strijen (110)
· Polder Westzaan (91)
· Polder Zeevang (93)
· Regte Heide & Riels Laag (134)
· Roerdal (150)
· Rottige Meenthe & Brandemeer (18)
· Sallandse Heuvelrug (42)
· Sarsven en De Banen (146)
· Savelsbos (160)
· Schoorlse Duinen (86)
· Sint-Jansberg (142)
· Sint Pietersberg & Jekerdal (159)
· Sneekermeergebied (12)
· Solleveld & Kapittelduinen (99)
· Springendal & Dal van de Mosbeek (45)
· Stelkampsveld (60)
· Strabrechtse Heide & Beuven (137)
· Swalmdal (148)
· Teeselinkven (59)
· Uiterwaarden IJssel (38)
· Uiterwaarden Lek (82)
· Uiterwaarden Neder-Rijn (66)
· Uiterwaarden Waal (68)
· Uiterwaarden Zwarte Water en Vecht (36)
· Ulvenhoutse Bos (129)
· Van Oordt's Mersken (15)
· Vecht- en Beneden-Reggegebied (39)
· Veerse Meer (119)
· Veluwe (57)
· Veluwerandmeren (76)
· Vlakte van de Raan 163)
· Vlijmens Ven (132)
· Vogelkreek (126)
· Voordelta (113) 
· Voornes Duin (100) 
· Waddenzee (1) 
· Weerribben (34)
· Weerter- en Budelerbergen & Ringselven (138)
· Westduinpark & Wapendal (98)
· Westerschelde & Saeftinghe (122)
· Wieden (35)
· Wierdense Veld (43)
· Wijnjeterper Schar (16)
· Willinks Weust (62)
· Witte en Zwarte Brekken (11)
· Witte Veen (54)
· Witterveld (24) 
· Wooldse Veen (64)
· Wormer- en Jisperveld & Kalverpolder (90)
· Yerseke en Kapelse Moer (121)
· Zeldersche Driessen (143)
· Zoommeer (120)
· Zouweboezem (105)
· Zuidlaardermeergebied (20)
· Zwanenwater & Pettemerduinen (85)
· Zwarte Meer (74)
· Zwin & Kievittepolder (123)
In bedrijf:
Breezand ·
Havelte Oost ·
Legerplaats Harskamp ·
Leusderheide ·
Marnewaard ·
Oirschotse Heide ·
Vliehors ·
Vrachelse Heide ·
Vughterheide ·
Witterveld ·
Woensdrechtse Heide

Voormalig:
De Strubben-Kniphorstbos ·
Ermelosche Heide ·
Gorsselse Heide ·
Noordsvaarder ·
Sterrenbos